# Šárka Kabátová
Šárka Kabátová (* 25. června 1992, Praha) je česká novinářka a dokumentaristka. Jako redaktorka působila v Lidových novinách, Televizi Seznam, teď píše názorové texty pro Seznam Zprávy. Aktivně se věnuje tématům spojeným se sociální problematikou, sexuálním násilím, projevy extremismu, duševním zdravím a politikou.

## Osobní život
Narodila se v Praze. Studovala žurnalistiku na Karlově Univerzitě v Praze se zaměřením na psanou novinařinu a fotožurnalismus.

## Kariéra
První zkušenosti začala sbírat za fotoaparátem, poté dala přednost psaní a natáčení. Sedm let psala pro Lidové noviny  články do domácí rubriky se zaměřením na sociální a lidskoprávní témata či politiku.
Připravila osmidílný audiovizuální seriál "Bylo jim osmnáct" o pamětnících invaze vojsk Varšavské smlouvy na území Československa v roce 1968.
Vytvořila časosběrný dokument o dospívajícím trans muži s názvem Samuel, dokument Věrní o fenoménu fanoušků dvojnásobného vraha Jiřího Kajínka a krátký snímek Kostelnice o zkušenosti bývalé kostelnice se sexuálním násilí v církvi. Tomuto tématu se dlouhodobě věnovala také v redakci Seznam Zpráv, ve které působí. Natáčela dokumentární sérii My, například o fotbalových chuligánech, odpůrcích nošení roušek, s fanoušky kapely Ortel nebo třeba svědcích Jehovových.V poslední době píše hlavně texty do názorové rubriky. Je také autorkou podcastové série o duševním zdraví Výdech. Mentální zdraví je téma, které se v její práci často objevuje. Spolupracovala na tvorbě manuálu “Na rovinu o duševním zdraví”, který připravil Národní ústav duševního zdraví.
Během rodičovské dovolené začala psát knihu Máma má práci o fenoménu pracujících matek, v níž skrze rozhovory se ženami různých profesí a v odlišné životní situaci popisuje život žen mezi mateřstvím a prací.
Příležitostně moderuje panelové diskuse. Několik let psala blog Mí divnolidi.